# 圣马夏尔 (夏朗德省)
圣马夏尔（法語：Saint-Martial，法語發音：[sɛ̃ maʁsjal]）是法国夏朗德省的一个市镇，属于昂古莱姆区。

## 地理
圣马夏尔（45°22'18"N, 0°3'24"E）面积9.31 平方千米，位于法国新阿基坦大区夏朗德省，该省份为法国西部内陆省份，北起德塞夫勒省和维埃纳省，东临上维埃纳省，东南至多尔多涅省，南至多爾多涅省，西接滨海夏朗德省。
与圣马夏尔接壤的市镇（或旧市镇、城区）包括：库尔雅克、德维亚、蒙布瓦耶、诺纳克、普利尼亚克、圣费利、圣洛朗德孔布、蒙莫罗。

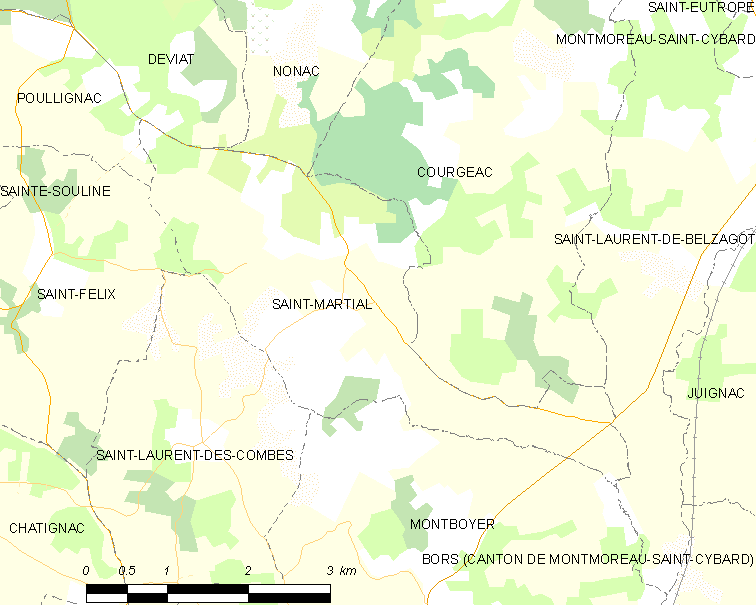
的OSM定位图

圣马夏尔的时区为UTC+01:00、UTC+02:00（夏令时）。

## 行政
圣马夏尔的邮政编码为16190，INSEE市镇编码为16334。

## 政治
圣马夏尔所属的省级选区为蒂德-拉瓦莱特县。

## 人口

1962-2008年间人口变化图示

圣马夏尔于2022年1月1日时的人口数量为121人。